# 也門阿拉伯語
也门阿拉伯语是也门和西南部通行的一種阿拉伯語變體。 它還保留了不少古典阿拉伯語特征，而大多数阿拉伯语国家所講的阿拉伯語已經沒有了這些特征。也門阿拉伯語還可以分成多種方言。